# Armandinho (fadista)
Armando Augusto Salgado Freire, também conhecido por Armandinho (Lisboa, 11 de outubro de 1891 - 21 de dezembro de 1946) foi um famoso guitarrista e compositor de fado português.

## Biografia
Nasce no Pátio do Quintalinho, perto da Rua das Escolas Gerais, em Alfama. Aprende com o pai a tocar bandolim, que troca ao 10 anos pela guitarra portuguesa. É autodidacta e nunca aprende a ler música, toca de ouvido. Em 1905, aos catorze anos, toca pela primeira ver em público no Teatro das Trinas, na Madragoa, e assim começa a sua carreira de instrumentista, em que será conhecido pelo nome de Armandinho.
Em 1914, conhece Luís Carlos da Silva, mais conhecido por Luís Petrolino (por usar um barrete como os dos vendedores de petróleo), e torna-se seu discípulo. Armandinho é considerado um dos herdeiros da tradição deste guitarrista setubalense (que chegou a tocar na Rússia Czarista e gravou apenas uma vez em 1904). Mantém várias profissões tal como fiscal do Mercado da Ribeira, servente no Casão Militar, operário da Companhia Nacional de Fósforos, moço de bordo e meio-oficial de sapateiro, e só mais tarde consegue dedicar-se ao fado a tempo inteiro.
Estreia-se como guitarrista profissional acompanhado à viola por João da Mata Gonçalves, no Olímpia Club, na Rua dos Condes, como  Duo Guitarra de Portugal. Actua ao longo da sua carreira em várias salas de espectáculo, como o Coliseu dos Recreios, o Teatro Apolo, o Teatro Maria Vitória, o Teatro Politeama e em espaços de fado.
É dos primeiros intérpretes de guitarra portuguesa a realizar digressões artísticas na Europa e por outros continentes. Em 1922 vai a Espanha e Inglaterra com João da Mata Gonçalves, e entre 1932 e 1933 visita a Madeira e Açores, bem como Angola e Moçambique, acompanhado do mesmo violista e com Martinho d'Assunção, Ercília Costa, Berta Cardoso e Madalena de Melo. Desloca-se ainda ao Brasil, Argentina e Uruguai com Maria do Carmo, Maria do Carmo Torres, Lina Duval, Branca Saldanha, José dos Santos Moreira, Alberto Reis, Filipe Pinto, Joaquim Pimentel e Eugénio Salvador.
Em 1923, acompanhado de Georgino de Sousa à viola, actua no jantar de encerramento do I Congresso do Partido Comunista Português. Devido à repressão política do Estado Novo, é referenciado num documento enviado à PVDE em 1939, mas mantém o contacto com este partido ao longo da sua vida.
Desde 1925, acompanha cantores no Solar da Alegria, local de culto dos amantes do fado que ali se deslocam para ouvir as suas "improvisações" e a interpretação de composições do seu mestre. Em 1926 grava pela primeira vez em Portugal, seis composições em que é acompanhado na viola por Georgino de Sousa, para a His Master's Voice, financiada e comercializada em Portugal pela Valentim de Carvalho. Em 1928, grava novamente um conjunto de fados em duas sessões, no Teatro São Luiz. Em 1927 é um dos membros fundadores da Sociedade de Escritores e Compositores Teatrais Portugueses, antecedora da Sociedade Portuguesa de Autores, e faz a recolha de melodias da tradição fadista com registo de autoria na sociedade.
Em 1930 abre um espaço próprio no Parque Mayer, chamado o Salão Artístico de Fados, que abandona pela necessidade de fazer digressões e espectáculos noutros lugares, incluindo casas particulares. Participa em serenatas e toca para as missões aliadas da Primeira Guerra Mundial, no Hotel Avenida Palace. No Retiro da Severa, onde era residente, tem Amália Rodrigues por protegida desde 1938. Em 1943, juntamente com Júlio Proença e Santos Moreira, acompanha Amália Rodrigues à sua estreia oficial em Madrid, a convite do embaixador português em Espanha, Pedro Teotónio Pereira.
Morre na sua casa na Travessa das Flores, Campo de Santa Clara, em Lisboa em 1947, aos 55 anos.

## Legado
Para além dos fados que compôs, Armandinho é um pioneiro no fado pelo seu estilo de acompanhamento inovador, que deixou escola. Em vez de tocar acompanhamentos baseados em acordes, arpejos e frases definidas para servir de cenário ao vocalista, uma abordagem mais tradicional que mantinha os instrumentos submissos ao canto do fadista, ele usa um estilo mais improvisado, que deixa as harmonias e o ritmo para a viola, e eleva a guitarra ao nível da voz, com contracantos entre as frases vocais, e uma introdução musical que ajudam a definir o espírito da canção. Este abordagem foi adoptada pela maioria dos guitarristas que a ele se seguiram.
A guitarrada deve a sua existência e popularidade a Armandinho, e artistas como Artur e Carlos Paredes, Raul Nery, Jaime Santos e José Nunes terão sido influenciados pelo seu virtuosismo à guitarra.

## Homenagens
Fernando Farinha homenageia-o no seu fado Belos Tempos (fado loucura):
Belos tempos, quem me dera
Voltar à velha unidade
Do retiro da Severa
Ter ainda o carinho
Desse grande comandante

Que se chamou Armandinho
Em 1999 a Cámara Municipal de Lisboa atribui o topónimo Rua Armandinho, Guitarrista a uma rua da cidade, para além de haver ruas com o seu nome em Almada e Odivelas.

## Composições
Para além de intérprete, é também compositor, e autor de diversos fados e variações considerados clássicos:
- Fado Alexandrino Antigo
- Fado Alexandrino do Armandinho
- Fado Alexandrino do Estoril
- Fado Alice
- Fado Armandinho
- Fado Ciganita
- Fado Conde de Anadia
- Fado da Adiça
- Fado de São Miguel
- Fado de São Romão
- Fado de Sintra
- Fado do Bacalhau
- Fado do Ciúme
- Fado do Cívico
- Fado do Penim
- Fado Estoril
- Fado Fernandinha
- Fado Fontalva
- Fado Formosa
- Fado Maggiogly
- Fado Manganine
- Fado Marcha do Armandinho
- Fado Mayer
- Fado Novo
- Variações em Ré Menor
- Variações em Ré Maior

## Gravações
- Fados De Portugal, Vol. 1 incluindo Fado do Ciúme - composição de Frederico Valério que ficou famosa por Amália Rodrigues.[8]